# Rathmannsdorf
Rathmannsdorf es un municipio situado en el distrito de Suiza Sajona-Montes Metálicos Orientales, en el Estado federado de Sajonia (Alemania). Tiene una población estimada, a finales de 2020, de 900 habitantes.